# Kamal Jumblatt
Kamal Jumblatt (arabiska كمال جنبلاط), född 6 december 1917 i Moukhtara i distriktet Chouf, Libanon, död 16 mars 1977 nära Baaqlîne i distriktet Chouf, var en libanesisk drusisk politiker och parlamentariker. Han var far till Walid Jumblatt.

## Biografi
Kamal Jumblatt föddes in i den kurdiska familjen Jumblatt, varav flera varit ledare för de libanesiska druserna i Levanten.
Hans far mördades 6 augusti 1921 när Kamal Jumblatt bara var tre år gammal.
Kamal Jumblatt studerade vid Paris universitet och tog en examen i psykologi och pedagogik samt en i sociologi. Han återvände därefter till Libanon 1939 efter Andra världskrigets utbrott, där han studerade vid Université Saint-Joseph. Han tog där en examen i juridik 1945.
Under det libanesiska inbördeskrigets första år, 1975-1977, ledde Jumblatt Lebanese National Movement (LNM), som bland annat bestod av vänsterpartier. I augusti 1975 presenterade Jumblatt ett reformprogram för Libanons politiska system och ifrågasatte offentligt den sittande regeringens legitimitet. Med hjälp av PLO kunde LNM ta kontroll över nära 70 % av Libanon. Assad-regeringen i Syrien fruktade att den libanesiska regeringen skulle falla och lät 40 000 syriska soldater invadera Libanon 1976; de syriska trupperna nedkämpade LNM tämligen omgående. Vapenstillestånd trädde i kraft, men konflikten förblev olöst. Under de första månaderna 1977 ökade våldet i Libanon, särskilt i Beirut.
Den 16 mars 1977 sköts Jumblatt ihjäl när han färdades i sin bil; även chauffören dödades. Misstankar och anklagelser riktades omedelbart mot Syrien.